# Championnat des Émirats arabes unis de football 2015-2016
Navigation
Saison précédente Saison suivante
La saison 2015-2016 du Championnat des Émirats arabes unis de football est la quarante-deuxième édition du championnat national de première division aux Émirats arabes unis. Les quatorze meilleures équipes du pays sont regroupées au sein d'une poule unique où elles s'affrontent deux fois au cours de la saison, à domicile et à l'extérieur. À la fin du championnat, les deux derniers du classement sont relégués et remplacés par les deux meilleurs clubs de deuxième division.
C'est Al-Ahli Dubaï qui remporte la compétition, après avoir terminé en tête du classement final, avec neuf points d'avance sur le tenant du titre, Al Ain Club et vingt-trois sur Al-Wahda Club. C'est le septième titre de champion des Émirats arabes unis de l'histoire du club.

## Qualifications continentales
Les deux premiers du championnat ainsi que le vainqueur de la Coupe des Émirats arabes unis obtiennent leur qualification pour la phase de groupes de la Ligue des champions de l'AFC 2017. Le troisième du championnat (ou le 4e si le vainqueur de la Coupe termine parmi les trois premiers) doit quant à lui passer par le tour préliminaire. 

## Les clubs participants
- Fujaïrah Sports Club
- Al-Wahda Club
- Baniyas SC
- Al Ain Club
- Al-Ahli Dubaï
- Sharjah SC
- Al-Dhafra
- Emirates Club
- Al-Jazira Club
- Al Nasr Dubaï
- Al Shabab Dubaï
- Al Wasl Dubaï
- Al Sha'ab Sharjah - Promu de D2
- Dibba Club - Promu de D2

## Compétition

### Classement
Le classement est établi sur le barème de points classique (victoire à 3 points, match nul à 1, défaite à 0).
| Rang | Équipe               | Pts | J  | G  | N | P  | Bp | Bc | Diff |
| ---- | -------------------- | --- | -- | -- | - | -- | -- | -- | ---- |
| 1    | Al-Ahli Dubaï        | 66  | 26 | 21 | 3 | 2  | 60 | 20 | +40  |
| 2    | Al Ain ClubT         | 57  | 26 | 18 | 3 | 5  | 53 | 24 | +29  |
| 3    | Al-Wahda Club        | 43  | 26 | 13 | 4 | 9  | 45 | 28 | +17  |
| 4    | Al Nasr Dubaï        | 41  | 26 | 11 | 8 | 7  | 47 | 36 | +11  |
| 5    | Al Shabab Dubaï      | 40  | 26 | 11 | 7 | 8  | 34 | 27 | +7   |
| 6    | Al Wasl Dubaï        | 39  | 26 | 11 | 6 | 9  | 42 | 36 | +6   |
| 7    | Al-Jazira ClubC      | 37  | 26 | 11 | 4 | 11 | 51 | 50 | +1   |
| 8    | Al-Dhafra            | 34  | 26 | 9  | 7 | 10 | 37 | 39 | -2   |
| 9    | Baniyas SC           | 33  | 26 | 8  | 9 | 9  | 41 | 47 | -6   |
| 10   | Dibba ClubP          | 29  | 26 | 8  | 5 | 13 | 32 | 46 | -14  |
| 11   | Sharjah SC           | 28  | 26 | 7  | 7 | 12 | 32 | 40 | -8   |
| 12   | Emirates Club        | 27  | 26 | 7  | 6 | 13 | 34 | 47 | -13  |
| 13   | Fujaïrah Sports Club | 26  | 26 | 7  | 5 | 14 | 43 | 62 | -19  |
| 14   | Al Sha'ab SharjahP   | 7   | 26 | 1  | 4 | 21 | 22 | 71 | -49  |

| Légende : Qualifications et relégations | Légende : Qualifications et relégations                                                         |
| --------------------------------------- | ----------------------------------------------------------------------------------------------- |
|                                         | Qualification pour la Ligue des champions de l'AFC 2017                                         |
|                                         | Qualification pour le tour préliminaire de la Ligue des champions de l'AFC 2017                 |
|                                         | Relégation en deuxième division                                                                 |
|                                         | T : Tenant du titre 2014-2015 P : Promu de D2 C : Vainqueur de la Coupe des Émirats arabes unis |

## Bilan de la saison
| Championnat des Émirats arabes unis de football 2015-2016 |                                   |
| Champion                                                  | Al-Ahli Dubaï (7e titre)          |
| Coupes et trophées                                        |                                   |
| Vainqueur de la Coupe des Émirats arabes unis 2015-2016   | Al-Jazira Club                    |
| Qualifications continentales                              |                                   |
| Ligue des champions de l'AFC 2017                         | Al-Ahli Dubaï                     |
| Ligue des champions de l'AFC 2017                         | Al Ain Club                       |
| Ligue des champions de l'AFC 2017                         | Al-Jazira Club                    |
| Ligue des champions de l'AFC 2017                         | Al-Wahda Club (tour préliminaire) |
| Promotions et relégations                                 |                                   |
| Promus en Pro League                                      | Hatta Club                        |
| Promus en Pro League                                      | Al-Ittihad Kalba SC               |
| Relégués en Division 1 Groupe A                           | Fujaïrah Sports Club              |
| Relégués en Division 1 Groupe A                           | Al Sha'ab Sharjah                 |